# Försättslins

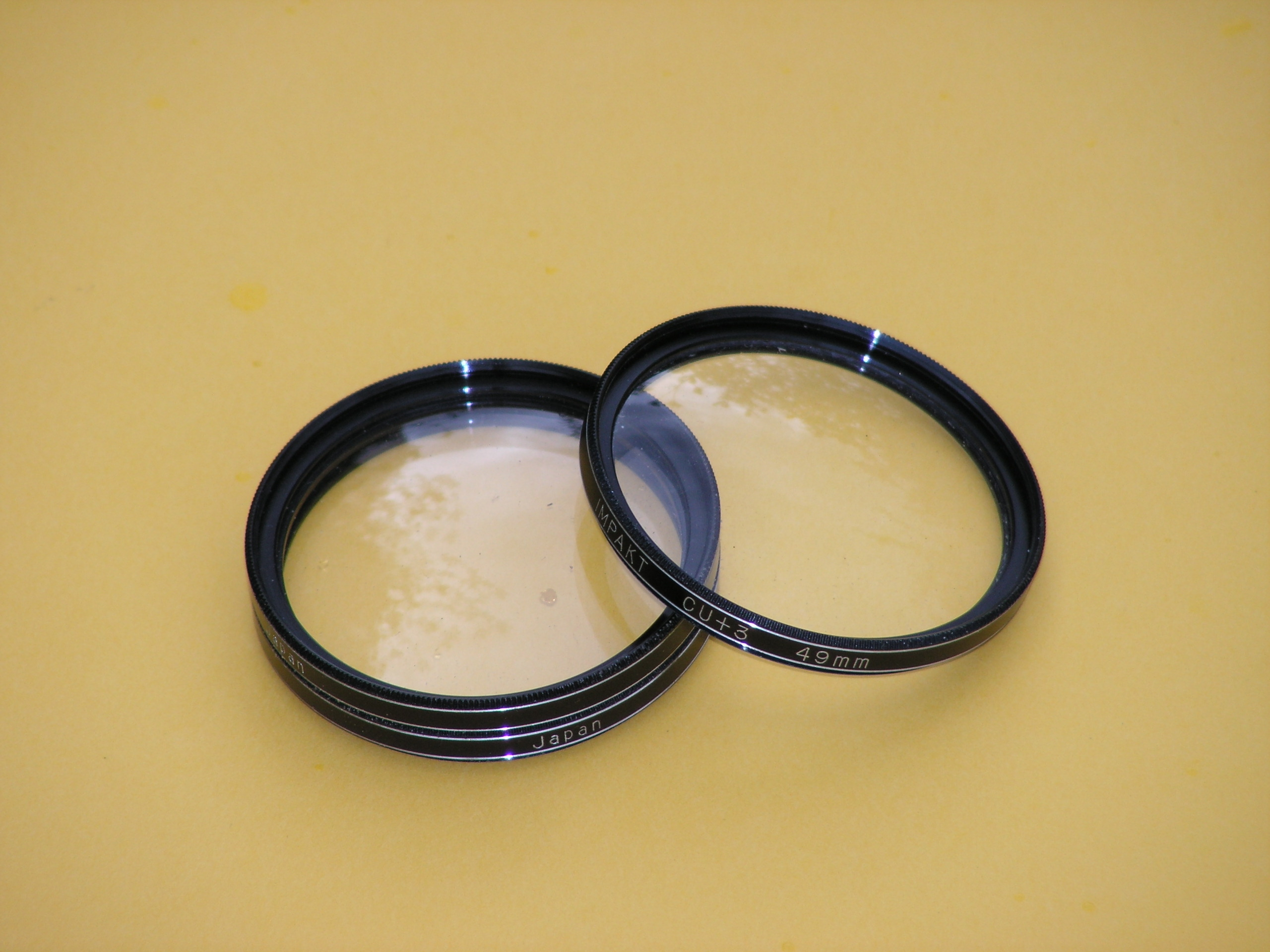
Försättslinser

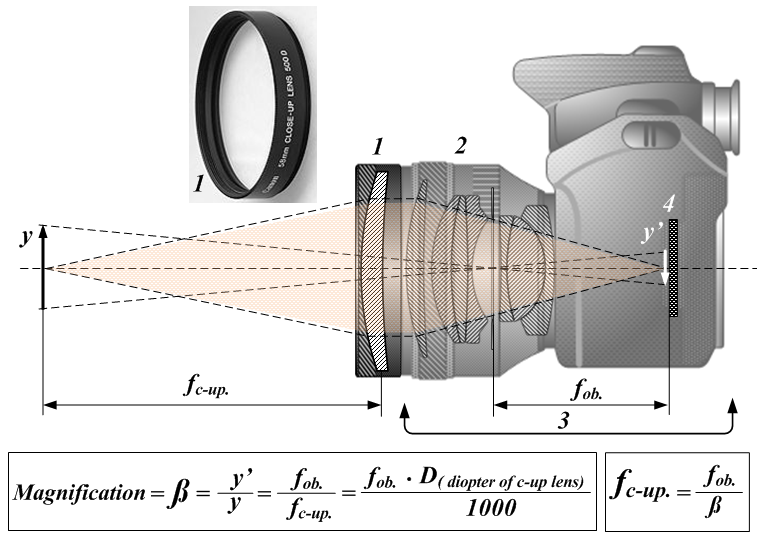
En enkel försättslins monterad på objektivet.

Försättslins eller närbildslins är ett kameratillbehör som minskar kamerans närgräns, det vill säga det kortaste avståndet mellan kameran och motivet som ger bra skärpa. Närbildslinsen skruvas på filtergängan och närbildslinser fungerar därför på alla kameror med filtergänga, dock för det mesta bäst om brännvidden är motsvarande ett normalobjektiv, cirka 50 mm småbildsekvivalent. 
Det vanliga användningsommrådet är motiv som befinner sig strax innanför objektivets närgräns men inte för nära. Vid utomhusfotografering av blommor med mera är försättslinser ett utmärkt val, då det är lätthanterligt och smidigt. 
Närbildslinser säljs ofta i set om 3 av olika styrka, +1, +2 och +3 eller +1, +2 och +4 dioptrier, men fotografen bör på grund av brytningsfelen inte använda mer än en åt gången. Linserna kan dock användas i kombination av två eller tre samtidigt, men det är inget att rekommendera. Försättslinserna saknar nämligen korrigering mot aberrationer och är optiskt närmast att jämföra med närglasögon (läsglasögon). 
Makrofotografering kan bli bra med försättslinser om dessa används med förnuft, det vill säga att fotografen väljer lägsta möjliga dioptri för ändamålet. Det är alltså till exempel bättre att välja dioptri +1 och ställa in kameran på kort avstånd än att välja dioptri +4 och ställa in kameran på långt avstånd. För att i viss mån kompensera för brytningsfelen bör fotografen blända ner kraftigt (välja hög siffra på bländaren). 
Om närbildslins är påskruvad fungerar kameran inte på normala avstånd, och objektivets avståndsskala visar också fel. På en spegelreflexkamera eller annan kamera med avståndsmätning/skärpeinställning genom objektivet kan skärpeinställning ske utan problem. Det går att använda försättslinser även på andra kameror än spegelreflexkameror, skärpeavståndet måste då beräknas och hänsyn måste också tas till parallaxen. 
Ett bättre (men dyrare och klumpigare) alternativ för systemkamerafotografen är mellanring, bälg eller ett riktigt makroobjektiv. Till skillnad från bälg och mellanringar ger försättslinserna inget ljusbortfall. 
Värt att notera är att vid fotografering på mycket korta avstånd fungerar kamerans blixt dåligt, dels är det inte säkert att den lyser ut hela bildområdet på grund av att den sitter en bit vid sidan av objektivet, dels är den ofta alldeles för stark. Tillsammans med närbildslinser kan det alltså vara idé att använda en försättsskiva på blixten som dämpar och sprider ljuset. Det finns även ringblixtar som fästs runt objektivet.
Försättslinser kan även användas som enkelt hjälpmedel för att ändra brännvidden på objektiv för storformatskameror med fast normaloptik (vilket var vanligt förr). Pluslinser ger vidvinkel och minuslinser ger teleeffekt. I detta fall kan man fokusera på normala avstånd, eftersom avståndet mellan objektiv och film lätt kan justeras med kamerans bälg. Effekterna är dock inte stora med dessa försättslinser, då tillverkarna undvek att tillverka dem med riktigt höga (+) eller låga dioptrital (-) för att inte försämra bildkvaliteten för mycket. Även här rekommenderas stark nedbländning.